# Трускавецький фіґляр
«Трускавецький фіґляр» — щорічний всеукраїнський фестиваль-конкурс естрадно-циркового мистецтва, який проводиться у Трускавці з 2016 року.

## Про «Трускавецький фіґляр»
Організатором фестивалю виступає Трускавецька міська рада та міський відділ культури, при підтримці департаменту з питань культури, національностей та релігій Львівської облдержадміністрації та Комунального закладу Львівської обласної ради Львівського державного обласного центру народної творчості і культурно-освітньої роботи. Інформаційними партнерами є «Твоє радіо» та «Трускавецький вісник». Меценатами фестивалю є: санаторії «Карпати», «Кристал», «Шахтар»,  «Перлина Прикарпаття», СГК «Дніпро-Бескид», дельфінарій «Оскар», етно-кафе «Ґражда», «Будівельні технології ХХІ століття» та інші. Директорка фестивалю — Наталія Пономаренко, секретар Трускавецької міської ради, голова оргкомітету фестивалю — Тетяна Татомир, начальниця відділу культури Трускавецької міської ради.
Мета фестивалю — популяризація циркового мистецтва в Україні, пошук та підтримка молодих виконавців. До участі у фестивалі запрошують аматорські колективи, навчальні студії та окремих виконавців, які працюють у різних жанрах циркового мистецтва. Члени журі визначають двох володарів гран-прі та переможців.

### Премії та нагороди
Нагородження лавреатів та призерів фестивалю проводиться за рішенням журі. 
- Ґран–прі — 2;
- Перша премія — 3;
- Друга премія — 3;
- Третя премія — 3.

## «Трускавецький фіґляр— 2016»
Перший «Трускавецький фіґляр» пройшов з 2 по 5 травня 2016 року в Трускавці у Палаці Культури імені Т. Г. Шевченка. У фестивалі взяли участь такі колективи:
- Зразкова танцювально–циркова студія «Надія», керівник Олена Крючкова (Харків) — ґран-прі фестивалю
- Зразкова циркова студія «Тріумф», керівник Руслан Бурлака та Євгенія Фоменко (Чернігів)
- Зразкова циркова студія «Львівські віртуози», керівник Віктор Кізлик, хореограф Юрій Ванджала (Львів)
- Народний цирковий колектив «Веселка», керівник Тетяна Миклуш (Новояворівськ)
- Народний цирк «Каскад», керівник Микола Добровольський (Трускавець)
- Народний цирк «Каскад», керівник Ірина Гусак (Дніпро)
- Народна циркова студія «Едельвейс», керівник Олена Бабенко (Запоріжжя)
- Студія Львівського Державного цирку «Юність», керівник Валентина Мруз (Львів) — ґран-прі фестивалю
- Студія циркового мистецтва «Гротеск», керівник Алла Петращук (Чернівці)
- Циркова студія «Зорепад», керівник Микола Добровольський (Борислав)
- Циркова студія «Вікторія», керівник Іван Куць (Стебник)

Журі фестивалю: 
- Людмила Шевченко (голова журі) — генеральний директор Національного цирку України, народна артистка України[5];
- Роман Пришляк — генеральний директор Львівського державного цирку;
- Роман Береза — голова Львівського державного обласного центру народної творчості і культурно-освітньої роботи;
- Володимир Городиський — український танцюрист і хореограф, заслужений артист України;
- Тетяна Лучейко — акторка Львівського академічного обласного музично-драматичного театру імені Юія Дрогобича.

## «Трускавецький фіґляр— 2017»
Другий «Трускавецький фіґляр» пройшов з 3 по 7 травня 2017 року в Трускавці у Палаці Культури імені Т. Г. Шевченка. У фестивалі взяли участь циркові колективи з 10 українських міст.
- Зразкова циркова студія «Львівські віртуози» (Львів)
- Зразкова циркова студія «Тріумф» (Чернігів)
- Народний цирк «Веселка» (Надвірна)
- Народна циркова студія «Галактика» (Бахмут)
- Народний цирк «Каскад» (Трускавець)
- Народний цирковий колектив «Веселка» (Новояворівськ) — ґран-прі фестивалю
- Народний цирковий колектив «Арлекіно» (Чорноморськ) — ґран-прі фестивалю
- Народний цирк «Юність» (Київ)
- Циркова студія Львівського державного цирку «Юність» (Львів)
- Циркова студія «Зорепад» (Борислав)
- Циркова студія «Вікторія» (Стебник)

Журі фестивалю: 
- Людмила Шевченко (голова журі) — генеральний директор Національного цирку України, народна артистка України[7];
- Роман Пришляк — генеральний директор Львівського державного цирку;
- Христина Береговська — начальник Департаменту з питань культури, релігійних та національних цінностей ЛОДА;
- Андрій Шмандровський — фіналіст проекту «Україна має талант»;
- Микола Козак — актор Львівського академічного обласного музично-драматичного театру імені Юія Дрогобича;
- Наталія Пономаренко — директорка фестивалю «Трускавецький фіґляр».

## «Трускавецький фіґляр— 2018»
Третій «Трускавецький фіґляр» пройшов з 28 по 30 квітня 2018 року в Трускавці у Палаці Культури імені Т. Г. Шевченка. У фестивалі взяли участь такі циркові колективи: 
- Зразкова циркова студія «Львівські віртуози» (Львів)
- Майстерня естрадно-циркового мистецтва «Комплімент» (Київ)
- Народний цирковий колектив «Арлекіно» (Чорноморськ)
- Народний цирк «Каскад» (Трускавець)
- Народний цирковий колектив «Веселка» (Новояворівськ)
- Народна циркова студія «Галактика» (Бахмут) — ґран-прі фестивалю
- Студія циркового мистецтва «Гротеск» (Чернівці)
- Циркова студія Львівського державного цирку «Юність» (Львів)
- Циркова студія «Зорепад» (Борислав)
- Циркова студія «Вікторія» (Стебник)

Журі фестивалю: 
- Людмила Шевченко (голова журі) — генеральний директор Національного цирку України, народна артистка України;
- Роман Пришляк — генеральний директор Львівського державного цирку;
- Роман Береза — голова Львівського державного обласного центру народної творчості і культурно-освітньої роботи;
- Ярослав Федоришин — директор та художній керівник Львівського академічного духовного театру «Воскресіння»;
- Манана Тількавашвілі — директорка цирку-шапіто «Грузія».